# Ваймуга
Ва́ймуга — река в Архангельской области, левый приток реки Емца (бассейн Северной Двины). Принадлежит бассейну Белого моря.
Берёт начало в Обозере у деревни Малые Озерки. Впадает в Емцу в 1 км от автодороги М8 в районе деревни Большое Село. Длина — 152 км, площадь бассейна — 4210 км².

## Населённые пункты
На берегах Ваймуги расположено 14 населённых пунктов (от истока к устью): Малые Озерки, Обозерский, Река Ваймуга, Самодед, Новая Ильма, Ваймужский (Пермилово), Верхняя, Прилук, Калажма, Гора, Осерёдок (Ваймуга), Нижняя Ваймуга, Лохта, Погост.

## Основные притоки
Основные притоки:
- Вершинка, Кяма, Кеньга, Левашка, Пуртомка — левые;
- Пена, Варзучей, Калажма — правые

## Топографические карты
- Лист карты P-37-V,VI Обозерский. Масштаб: 1 : 200 000. Указать дату выпуска/состояния местности. Местность на 1980—1985 года, издание 1991.
- Данные получены при помощи Публичной кадастровой карты на официальном сайте Росреестра.